# Magyarmecske
Magyarmecske is een plaats (község) en gemeente in het Hongaarse comitaat Baranya. Magyarmecske telt 353 inwoners (2001).